# Cây bạch đàn vô danh
Cây bạch đàn vô danh là bộ phim điện ảnh Việt Nam sản xuất năm 1994 của đạo diễn Nguyễn Thanh Vân, dựa theo truyện ngắn cùng tên của nhà văn kiêm biên kịch của phim Nguyễn Quang Thân. Với các diễn viên chính là Lê Vi, Hồng Sơn, Trịnh Thịnh; bộ phim giành giải Bông Sen bạc cho hạng mục Phim điện ảnh tại Liên hoan phim Việt Nam lần thứ 11.

## Nội dung
Câu chuyện xảy ra ở miền Bắc Việt Nam trong khoảng 20 năm trong thời kỳ kháng chiến chống Mỹ. Bạch Vân là một nông dân bình thường, sau khi vợ mất ông đưa con trai về quê vợ mở quán nước ven đê kiếm sống. Gần 10 năm sau, Sinh – con trai ông – trốn đi nhập ngũ dù chưa đủ 17 tuổi; thời gian này Sinh chỉ còn một mình và thường qua lại với Bình – vợ của một quân nhân. Hai con người cô đơn nảy sinh tình cảm nhưng bị phạt vì vi phạm nguyên tắc xã hội và còn gia đình cấm cản. Để vơi đi nỗi nhớ con, Bạch Vân trồng một cây bạch đàn gần quán nước.
Ba năm sau, con trai ông Bạch Vân hy sinh, ông được vào diện gia đình cách mạng, sai phạm năm xưa với Bình được xóa bỏ. Hai người có thêm cơ hội đến với nhau, khi biết Bình mang thai, Bạch Vân chăm sóc Bình chu đáo hơn nhưng sự việc trở thành tin đồn trong làng, vài tháng sau Bình tiết lộ mình đã mang thai. Trong thời gian Mỹ ném bom miền Bắc Việt Nam, để quân đội có cầu qua sông, Bình tự nguyện cho rỡ bỏ quán nước lấy ván gỗ lắp cầu. Khi có tin đồn Bình mang thai, lãnh đạo xã không cho cô tham gia các hoạt động lao động khoán, để duy trì cuộc sống Bình phải tìm công việc khác, không lâu sau mẹ Bình qua đời. Bạch Vân không còn nơi ở nên đã bỏ làng đi trước, tang lễ cho mẹ xong Bình cũng bỏ đi, ít ngày sau đó xã gửi tin báo tử của chồng Bình về.
Bảy năm sau, Thịnh – con trai cả Hàn – đi lính về tiết lộ cho ông Hàn biết Bình và Bạch Vân từng có quan hệ với nhau trong từ đường. Ông Hàn rất bực nhưng cũng đành cho qua, một vài tháng sau Bình đưa con trai về quê để nhận họ hàng, cô cho biết đứa bé là con của mình với Bạch Vân. Bộ phim kết thúc với hình ảnh mẹ con Bình đứng trên đê nơi quán nước của Bạch Vân bên cạnh cây bạch đàn năm xưa anh trồng.

## Phân vai
- Hồng Sơn vai Bạch Vân.
- Lê Vi vai Bình.
- Trịnh Thịnh vai ông cả Hàn.
- Hoàng Sơn vai Hiến.
- Hoàng Yến: mẹ Bình.
- Diệu Thuần vai Cô lái đò.
- Vũ Tăng vai ông Tạc.
- Trung Hiếu vai Thịnh (lớn).
- Nguyễn Chí Nghĩa vai Sinh (lớn).
- Hoàng Tú vai Thịnh (bé).
- Hoàng Vũ vai Sinh (bé).
- Hoàng Triệu Duy vai Con Bình.
- Tùng Dương: người lính trẻ (không có trong danh đề).
- Thanh Hiền vai thím của Bạch Vân.

## Âm nhạc
- "Bước chân trên dãy Trường Sơn" – Vũ Trọng Hối.
- "Đêm qua nhớ bạn" – dân ca quan họ.

## Hậu trường
Vai diễn Bình ban đầu được Nguyễn Thanh Vân nhắm cho diễn viên Lê Vân, nhưng vì sự không thống nhất ý tưởng trong thời gian trao đổi kịch bản, đạo diễn Nguyễn Thanh Vân quyết định tìm diễn viên khác thay thế. Khi đến nhà Lê Vân, ông tình cờ gặp được Lê Vi và đề nghị lãnh đạo Xưởng phim giao vai này cho cô. Lúc này Lê Vi còn quá trẻ, ban lãnh đạo cảm thấy cô không phù hợp với vai diễn nên không đồng ý và họ muốn giao vai này cho diễn viên Thanh Nga. Nguyễn Thanh Vân đã thuyết phục cấp trên bằng cách cho hai diễn viên Thanh Nga và Lê Vi diễn thử một cảnh để quay trình lên lãnh đạo. Cuối cùng vai diễn được giao cho Lê Vi, qua vai diễn này cô giành được giải Bông Sen vàng cho nữ diễn viên chính xuất sắc. Khi quay bộ phim mày, đoàn làm phim đã nghỉ một thời gian vì thời tiết mưa phùn–gió Bắc, cũng trong thời gian này Lê Vi kết hôn và đang mang bầu, nên nhà quay phim Nguyễn Đức Việt cố gắng chỏ quay khuôn mặt của nữ diễn viên để không lộ bụng bầu của cô.
Theo Nguyễn Thanh Vân, hình tượng cây bạch đàn tượng trưng cho hình ảnh những con người kiên cường, thầm lặng trong mọi hoàn cảnh. Cây bạch đàn có thể tồn tại trong môi trường cằn cỗi và cũng là loại cây ít người để ý đến.

## Giải thưởng
| Năm  | Sự kiện / giải thưởng                          | Nhận giải                   | Đối tượng nhận giải | Ghi chú |
| ---- | ---------------------------------------------- | --------------------------- | ------------------- | ------- |
| 1996 | Liên hoan phim Việt Nam lần 11                 | Nữ diễn viên chính xuất sắc | Lê Vi               | [ 3 ]   |
| 1996 | Liên hoan phim Việt Nam lần 11                 | Âm nhạc xuất sắc            | Phó Đức Phương      | [ 3 ]   |
| 1996 | Liên hoan phim Việt Nam lần 11                 | Quay phim xuất sắc          | Nguyễn Đức Việt     | [ 3 ]   |
| 1996 | Liên hoan phim Việt Nam lần 11                 | Bông Sen bạc                | bộ phim             | [ 4 ]   |
| 1996 | Liên hoan phim quốc tế Các nước không liên kết | Ngọn đuốc Đồng              | bộ phim             | [ 4 ]   |
| 1995 | Hội điện ảnh Việt Nam                          | Giải B                      | bộ phim             | [ 4 ]   |

## Đón nhận
Bộ phim phản ảnh một góc nhìn thật của xã hội Việt Nam thời kỳ kháng chiến chống Mỹ, bộ phim được lưu trữ tại Viện phim quốc gia.